# Mangusto-caranguejeiro
O mangusto-caranguejeiro (Urva urva) é uma espécie de mamífero carnívoro da família Herpestidae.

## Distribuição
Habita o nordeste da Índia, Nepal, Birmânia, sul da China e sudeste da Ásia, incluindo Vietnã, Malásia, Taiwan, Laos e Tailândia.

## Descrição
Possui coloração cinza, com uma larga faixa branca no pescoço, que se estende desde as bochechas até o peito. Sua garganta é cinza-aço com as pontas dos pelos brancas. Seus membros posteriores são palmados e exageradamente cheios de pelos. Sua cauda é curta e de coloração homogênea.

## Dieta
Apesar de seu nome comum, sua dieta habitual não consiste apenas de caranguejos, mas de qualquer outra coisa que possa capturar, incluindo peixes, caracóis, sapos, roedores, aves, répteis e insetos.
Tem hábitos noturnos, são excelentes nadadores e passam a maior parte do tempo perto de corpos d'água ou áreas úmidas.
- Lioncrusher's Domain: Crab Eating Mongoose
- A field guide to Indian mammals by Vivek Menon
- Life and times of the Mongoose by Nandita Boogagee